# 아사기시촌
아사기시촌(浅岸村)은 이와테현 이와테군에 설치되었던 촌이다.

## 연혁
- 1889년 4월 1일 - 정촌제 시행에 의해 미나미이와테 군 아사기시 촌, 가가 노무라(일부), 신조 촌(일부)이 합병해 아사기시 촌이 성립하였다.
- 1896년 3월 29일  군의 통합으로 이와테군에 소속되었다.
- 1941년 4월 10일 - 모리오카 시에 편입되어 소멸하였다.